# Ammothella stocki
Ammothella stocki is een zeespin uit de familie Ammotheidae. De soort behoort tot het geslacht Ammothella. Ammothella stocki werd in 1963 voor het eerst wetenschappelijk beschreven door Clark. 